# Arjan Smit
Arjan Smit (* 28. April 1978 in Rouveen, Staphorst) ist ein niederländischer Inline-Speedskater und Eisschnellläufer.
Seinen größten Erfolg als Speedskater konnte er 2002 feiern, er wurde Zweiter beim 10.000 m Punkterennen bei der Weltmeisterschaft in Ostende.
Am 9. Januar 2006 gewann Smit die niederländischen Eislaufmarathon-Meisterschaften in Den Haag.